# Bic Cristal
BIC Cristal (cách điệu là BiC Cristal, thường gọi là Bic Cristal và còn được gọi là bút bic hay Bic Biro) là một loại bút bi dùng một lần rẻ tiền được Société Bic của Clichy, Hauts-de-Seine, Pháp sản xuất đại trà và bán. Nó được giới thiệu vào tháng 12 năm 1950 và là cây bút bán chạy nhất thế giới - 100 tỷ cây bút đã được bán đến ngày tháng 9 năm 2006. Nó đã trở thành cây bút bi cổ điển và được coi là phổ biến, đến mức mà Bảo tàng Nghệ thuật Hiện đại lưu một cây bút bi này vào bộ sưu tập vĩnh viễn của nó.
Hình dạng và thiết kế hình lục giác của nó bắt chước một cây bút chì cổ điển và nó được bán với sáu loại đầu bi và 18 màu trên khắp thế giới.

## Lịch sử
Năm 1930, László Bíró, một nhà phát minh người Hungary-Argentina đã quan sát thấy những đứa trẻ chơi với những viên bi trong một vũng nước, và ông nhận thấy rằng những viên bi để lại một vệt nước sau lưng chúng. Lấy cảm hứng từ quan sát này, ông đã hình thành một cơ chế cho một cây bút sử dụng ngòi kim loại hình cầu để viết mực lên trang giấy. 
Ông chia sẻ ý tưởng của mình với anh trai György - một nhà hóa học, và họ cùng nhau bắt đầu nghiên cứu và thử nghiệm để tạo ra một cây bút như vậy. Cuối cùng, họ đã phát triển một nguyên mẫu hoạt động sử dụng mực nhớt được giữ trong một ngòi bút dài và hẹp, với phần đầu chứa một viên bi quay tự do. Thiết kế này giúp mực không bị khô trong ống ngòi và cho phép viết đều mực lên giấy. Năm 1943, anh em nhà Biro đã cấp phép phát minh của họ cho Eversharp Faber ở Hoa Kỳ với giá 2 triệu đô la. 
Năm 1944, gần cuối Thế chiến thứ hai, doanh nhân Marcel Bich đã mua lại bản quyền thiết kế của Biro, đồng thời mua một nhà máy ở Clichy, ngoại ô phía bắc Paris  với đối tác kinh doanh Edouard Buffard, thành lập ra Société PPA (sau này là Société Bic) vào năm 1945. "PPA" là viết tắt của Porte-plume, Porte-mine et Accessoires - bút, bút chì cơ khí và phụ kiện. Trong chiến tranh, Bích đã nhìn thấy một cây bút bi được László Bíró sản xuất tại Argentina. Giữa năm 1949 và 1950, Bic Cristal được thiết kế bởi nhóm thiết kế Décolletage Plastique tại Société PPA.
Bich đầu tư vào công nghệ Thụy Sĩ có khả năng xử lý kim loại chính xác cỡ 0.01 mm, mà có thể sản xuất một đầu bi bằng thép không gỉ cỡ 1mm cho phép mực chảy tự do. Bich đã phát triển ra một dạng mực có độ nhớt không làm rò rỉ cũng không bị tắc và theo bằng sáng chế bút bi được cấp phép từ Bíró, đã cho ra mắt Cristal vào tháng 12 năm 1950.
Bich đầu tư rất nhiều vào quảng cáo, thuê nhà thiết kế poster Raymond Savignac vào năm 1952. Năm đó, bic đã giành giải Oscar de la publicité của Pháp cho quảng cáo. Năm 1953 giám đốc quảng cáo Pierre Guichenné khuyên Bich để rút ngắn tên thương hiệu của mình thành Bic để tạo tên thương mại toàn cầu dễ nhớ thích nghi cho cây bút, mà phù hợp với xu hướng xây dựng thương hiệu sản phẩm của thời kỳ hậu chiến tranh. Quảng cáo Bic thời gian đầu ở Pháp gọi Cristal là "cây bút nguyên tử". Trong suốt những năm 1950 và 1960, đầu bi và thiết kế công thái học của Bic Cristal đã giúp chuyển thị trường toàn cầu của bút từ bút máy sang bút bi.
Năm 1959, Bich mang cây bút đến thị trường Mỹ: cây bút bic đã sớm được bán với giá 29 xu (tương đương $291,13 năm 2022) với khẩu hiệu "viết như lần đầu tiên, mọi lần". Năm 1965, Bộ Giáo dục Pháp đã phê chuẩn bút Bic Cristal để sử dụng trong các lớp học.
Vào tháng 9 năm 2006, Bic Cristal được tuyên bố là cây bút bán chạy nhất thế giới sau khi 100 tỷ cây bút đã được bán.

## Cấu tạo và thiết kế

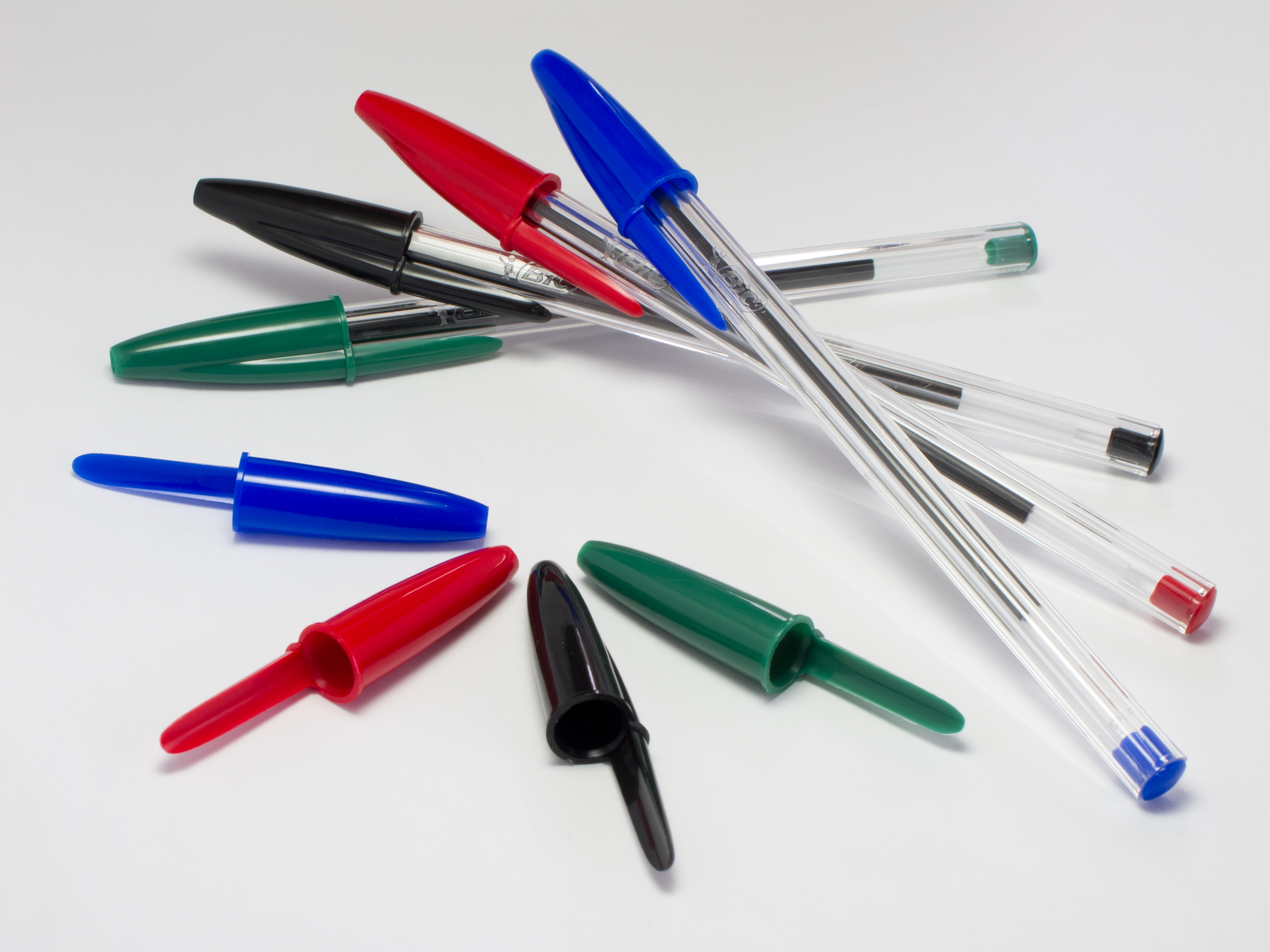
Bốn chiếc bút Bic Cristal và nắp

Bảo tàng Nghệ thuật Hiện đại ở Thành phố New York đã công nhận thiết kế của Bic Cristal bằng cách đưa nó vào bộ sưu tập vĩnh viễn của bảo tàng. Thân bút thiết kế hình lục giác giống như bút chì gỗ điển hình và mang lại sức mạnh với ba điểm cầm, mang lại độ ổn định cao cho khả năng viết. Thân bút bằng polystyrene trong suốt và ống mực nhựa PP hiển thị mức mực.
Bút Bic Cristal có nhiều màu mực khác nhau, từ xanh lam, đen, đỏ và xanh lá cây cổ điển của văn phòng truyền thống, đến hồng, tím và các màu hiện đại và nghệ thuật khác. Mực dày chảy xuống do hoạt động mao dẫn từ ống bên trong thùng, để nạp bóng, có thể quay trong ổ trục đồng thau. Năm 1961, viên bi bằng thép không gỉ ban đầu đã được thay thế bằng một viên bi cacbua vonfram cứng hơn. Đầu tiên nó được nung nóng chảy bằng nhiệt, sau đó ép xuống và nghiền đến độ chính xác 0,1 μm (3,9×10−6 in) giữa các tấm kéo sợi được phủ bằng chất mài mòn kim cương công nghiệp.

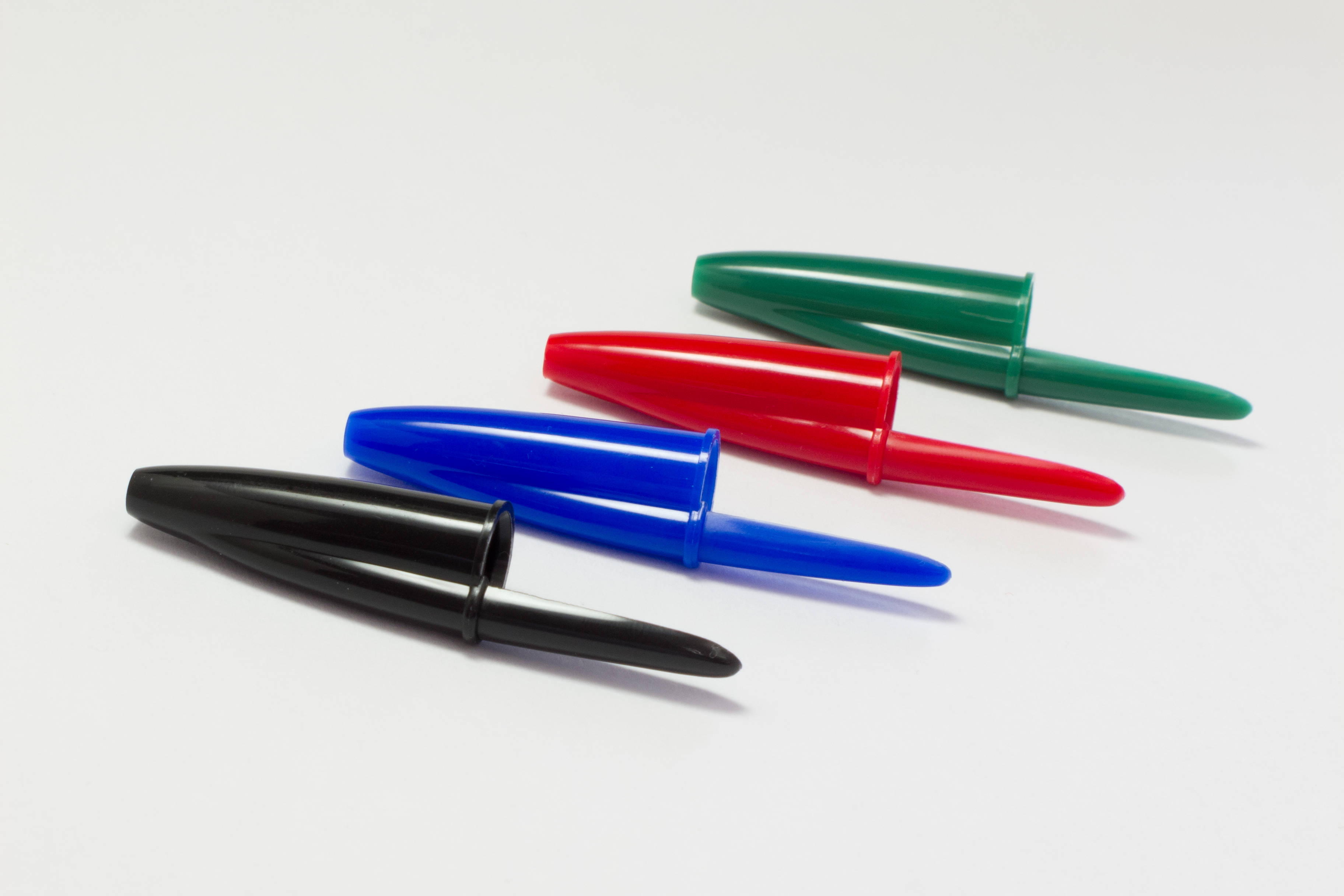
Cận cảnh nắp bút Bic Cristal với bốn màu nắp

Kể từ năm 1991, nắp bút polypropylene có thêm một lỗ nhỏ ở đầu, nhằm giảm nguy cơ ngạt thở nếu hít phải nắp. Polypropylene is used instead of polystyrene because it absorbs impact better, reducing the chance of the pen cracking or splitting if it is dropped onto the cap.
Kích thước của bút là 5+7⁄8 nhân 1⁄2 inch (14,9 cm × 1,3 cm) với nắp bút, hay 14,5 cm × 0,7 cm (5+11⁄16 in × 1⁄4 in) khi không có nắp bút.
Thiết kế của Cristal đã được sao chép rộng rãi trên khắp thế giới, đặc biệt là ở vùng Viễn Đông. Một nhà sản xuất Cristal ở Kenya được cho là đã mất 100 triệu KES (khoảng 1,3 triệu USD theo tỷ giá hối đoái năm 2009) cho các bản sao giá rẻ từ Trung Quốc, buộc họ phải đàm phán giấy phép hợp lý hơn từ Bic.

## Các loại khác

### BIC Cristal UP
Năm 2018, Bic cho ra mắt "BIC Cristal UP" - một loại bút có ngòi 1,2 mm và được cho là tạo ra các đường nét sống động hơn khi viết. Những chiếc bút này có thân màu trắng và một lỗ nhỏ trên thân duy trì áp suất không khí bên trong và bên ngoài bút.

### Bic Cristal for Her
Năm 2012, Bic đã tiếp thị một sản phẩm phụ có tên là "Bic Cristal for Her" (tạm dịch: Bút Bic Cristal cho phụ nữ). Cây bút tương tự như bản gốc, được cho là được thiết kế dành riêng cho phụ nữ với màu hồng và tím. Sản phẩm đã gây ra sự phẫn nộ và chế giễu, với người dẫn chương trình truyền hình Ellen DeGeneres nói "Bạn có thể tin điều này không? Chúng tôi đã sử dụng cây bút đàn ông trong suốt những năm qua", và diễn viên hài Bridget Christie đặt tiêu đề cho chương trình lễ hội Edinburgh năm 2013 của cô ấy A Bic For Her. Sản phẩm cũng nhận được nhiều đánh giá mỉa mai từ Amazon. Vào năm 2017, nó đã được giới thiệu vào bộ sưu tập của Bảo tàng Thất bại.

### Cristal Stylus
Năm 2014, Bic phát hành một công cụ viết mới dựa trên Cristal, gọi là "Cristal Stylus" - được sử dụng trên màn hình cảm ứng. Đây một cây bút được sửa đổi với đầu cao su đối diện với bút bi.
Bic đã tài trợ cho một trang web để quảng bá bút cảm ứng Cristal Stylus và đã thu thập nguồn lực từ cộng đồng cho một kiểu chữ mới, được đặt tên là Thí nghiệm kiểu chữ phổ quát (The Universal Typeface Experiment). Thí nghiệm này cho phép bất kỳ ai từ khắp nơi trên thế giới vẽ tay các chữ cái - gồm 24 chữ trong phông chữ Arial và sau đó gửi chúng vào một cơ sở dữ liệu khổng lồ. Từ mỗi nhóm chữ cái của các quốc gia, phần mềm sẽ tạo ra hình dạng chữ cái trung bình — và do đó kiểu chữ phổ quát được tạo ra. Cho đến nay, hơn 700.000 ký tự viết tay đã được gửi từ 109 quốc gia khác nhau và con số này đang tăng lên mỗi ngày.